# Pagasarri
El Pagasarri es una cima situada al sur de la villa de Bilbao (País Vasco), (España) cuya altitud es de 671 m.
Esta cumbre es en realidad una cima secundaria del monte Ganeta, aunque popularmente se le llama Pagasarri a toda la montaña, que forma parte del cinturón verde que rodea Bilbao, tanto por el N como por el S.
La cima del Pagasarri es un pequeño lapiaz kárstico por el que se filtra el agua de lluvia y forma, en su vertiente N, el río y valle conocido como Bolintxu. Muy cerca de esta cumbre existe un área recreativa y un pequeño refugio de montaña muy popular entre los aficionados al montañismo en la capital vizcaína construido en 1914 por el ayuntamiento de la villa. Este albergue sirvió para incrementar el número de practicantes para un florenciente montañismo. En 1919 el refugio fue remodelado para reconvertirlo en un establecimiento hostelero.
En 1961 la sustituyó su hijo José M.ª Herrán, haciéndose cargo posteriormente su mujer Angelita, la cual estuvo al frente hasta 1999. Actualmente este refugio es regentado por Luis. En 1914 el Ayuntamiento de Bilbao edificó el primer refugio a petición del club Deportivo y fue inaugurado el 3 de octubre de 1915. Este cobertizo se remodeló en 1919 convirtiéndose en “refugio-hosteleria”, con servicio de bar y restaurante. La inauguración se llevó a cabo en noviembre de aquel mismo año.
Según llegamos en lugar de ir al refugio seguimos de frente y a unos 200 metros a la derecha bajamos a las neveras existentes, y a la fuente del Tarín. Siendo esta inaugurada en 1.914 por un grupo de Montañeros. Estos congregados junto al manantial de Udoi decidieron sufragar los gastos para la construcción de una fuente.
Esta denominación de “Fuente del Tarín” fue debida a la voluntad de la comisión de cobrar sólo un Tarín (un real) a los suscriptores. En el año 2002 fue recuperado de manos privadas y por suscripción popular organizado por Pagasarri Gurea , fue cedido a la Diputación de Vizcaya para la rehabilitación y recuperación de la zona.
Las neveras del Pagasarri datan del siglo XVII, la nieve se utilizaba para diversas necesidades, como la conservación de alimentos, elaboración y enfriamiento de bebidas. Pero también como primera necesidad de salud. Permitiendo rebajar la temperatura en procesos febriles en las epidemias del cólera, actuando como calmante en casos de congestiones cerebrales, meningitis, para detener hemorragias, como antiinflamatorio en traumatismos.  Especialmente en verano para la elaboración de limonadas, con vino o txakoli, agua y azúcar, cuyo consumo fue muy popular en Vizcaya. 